# Charlotte Auerbach
Charlotte "Lotte" Auerbach, née le 14 mai 1899 à Krefeld, en Allemagne, et morte le 17 mars 1994 à Édimbourg, au Royaume-Uni, était une généticienne et zoologiste juive-allemande qui a contribué à la découverte de la mutagénèse et de ses effets. Elle est devenue célèbre en 1942 lorsqu'elle a mis en évidence, avec Alfred Joseph Clark et J. M. Robson, que le gaz moutarde pouvait causer des mutations chez les drosophiles. Elle est l'auteur de 91 articles et ouvrages scientifiques, et était membre de la Royal Society of Edinburgh ainsi que de la Royal Society. 
En 1976, elle a reçu la médaille Darwin de la Société royale de Londres. Au-delà de sa contribution à l'avancée de la science, elle s'est également distinguée par ses qualités humaines tout au long de sa vie : sa curiosité, son indépendance, sa modestie et son honnêteté,.

## Biographie
Charlotte Auerbach est née à Krefeld, en Allemagne, elle est la fille de Friedrich Auerbach (de) et de Selma Sachs, dont elle est le seul enfant. Elle a pu être influencée par les autres scientifiques de sa famille : son père Fiedrich Auerbach était chimiste, tandis que son oncle était physicien et son grand-père, Leopold Auerbach (de), anatomiste. Sa famille, d'obédience juive, était établie depuis plusieurs générations dans la ville de Wroclaw, allemande au moment de sa naissance et connue sous le nom de Breslau. 
Contrainte d'abandonner son poste de professeur après l'arrivée au pouvoir des nazis en Allemagne et sur les conseils de sa mère, elle quitte l'Allemagne pour le Royaume-Uni en 1933. Elle obtient la nationalité britannique en 1939.
Charlotte Auerbach ne s'est jamais mariée et n'a pas eu d'enfants biologiques. Par contre, elle a adopté, de manière informelle, deux garçons. Michael Avern, qu'elle a aidé à élever, le fils d'un ami germanophone de sa propre mère, ayant fui au Royaume-Uni. Angelo Alecci, originaire d'une famille pauvre de Sicile, que Charlotte Auerbach rencontre par l'intermédiaire de l'ONG Save the Children.
En 1989, à l'âge de 90 ans, elle lègue sa maison d'Edimbourg à Michael Avern et emménage dans une maison de retraite de la même ville. Elle est décédée en 1994 et a été incinérée.

## Carrière

### Études et débuts
Elle a étudié la biologie et la chimie au sein des universités de Wurtzbourg, Fribourg et Berlin. Elle a eu pour professeurs Karl Haider et Max Hartmann à Berlin, et par la suite Hans Kniep à Wurtzbourg. Après avoir brillamment réussi ses études en biologie, chimie et physique, elle se destine à devenir professeur de sciences. Elle réussit, avec les félicitations du jury, le concours en 1924.
Elle commence sa carrière à Heidelberg en 1924, puis enseigne à Francfort, dont elle a été congédiée. Elle commence des recherches de troisième cycle au sein de l'Institut de biologie Kaiser Wilhelm (Berlin-Dahlem) en embryologie expérimentale  sous la direction d'Otto Mangold (de). En 1929, elle abandonne ses travaux avec Otto Mangold (qui rejoindra par la suite le parti nazi), ne supportant plus son caractère autoritaire.
Elle reprend son poste de professeur de biologie dans plusieurs écoles de Berlin, jusqu'à ce que les lois nazies interdisent l'exercice du métier de professeur aux personnes de confessions juives. Charlotte Auerbach quitte l'Allemagne en 1933 pour s'installer à Édimbourg où elle obtient son doctorat en 1935 de l'Institute of Animal Genetics de l'université d'Édimbourg. La chercheuse dépendra de cette institution tout au long de la suite de sa carrière.

### Recherches
Son sujet de thèse porte sur le développement des pattes des drosophiles. Après sa soutenance, elle devient l'assistante personnelle de Francis Albert Eley Crew (en), qui l'intègre au groupe de scientifiques qui s'est constitué autour de lui. Parmi eux, Hermann Joseph Muller (Prix Nobel en 1946), généticien américain spécialisé dans le domaine des mutations et présent à Édimbourg entre 1938 et 1940. De cette rencontre, date l'orientation des recherches de Charlotte Auerbach vers le thème des mutations.
Son travail sur les mutations des drosophiles exposées au gaz moutarde est cependant resté secret pendant plusieurs années, car le sujet est jugé sensible par le gouvernement britannique. La scientifique est finalement autorisée à publier ses résultats en 1947.
Charlotte Auerbach troque son statut de professeur assistant en génétique animale pour celui de maître de conférence en 1947, puis professeur d'université en génétique en 1967. Elle conclut sa carrière avec le titre de professeur émérite en 1969.

### Récompenses et distinctions

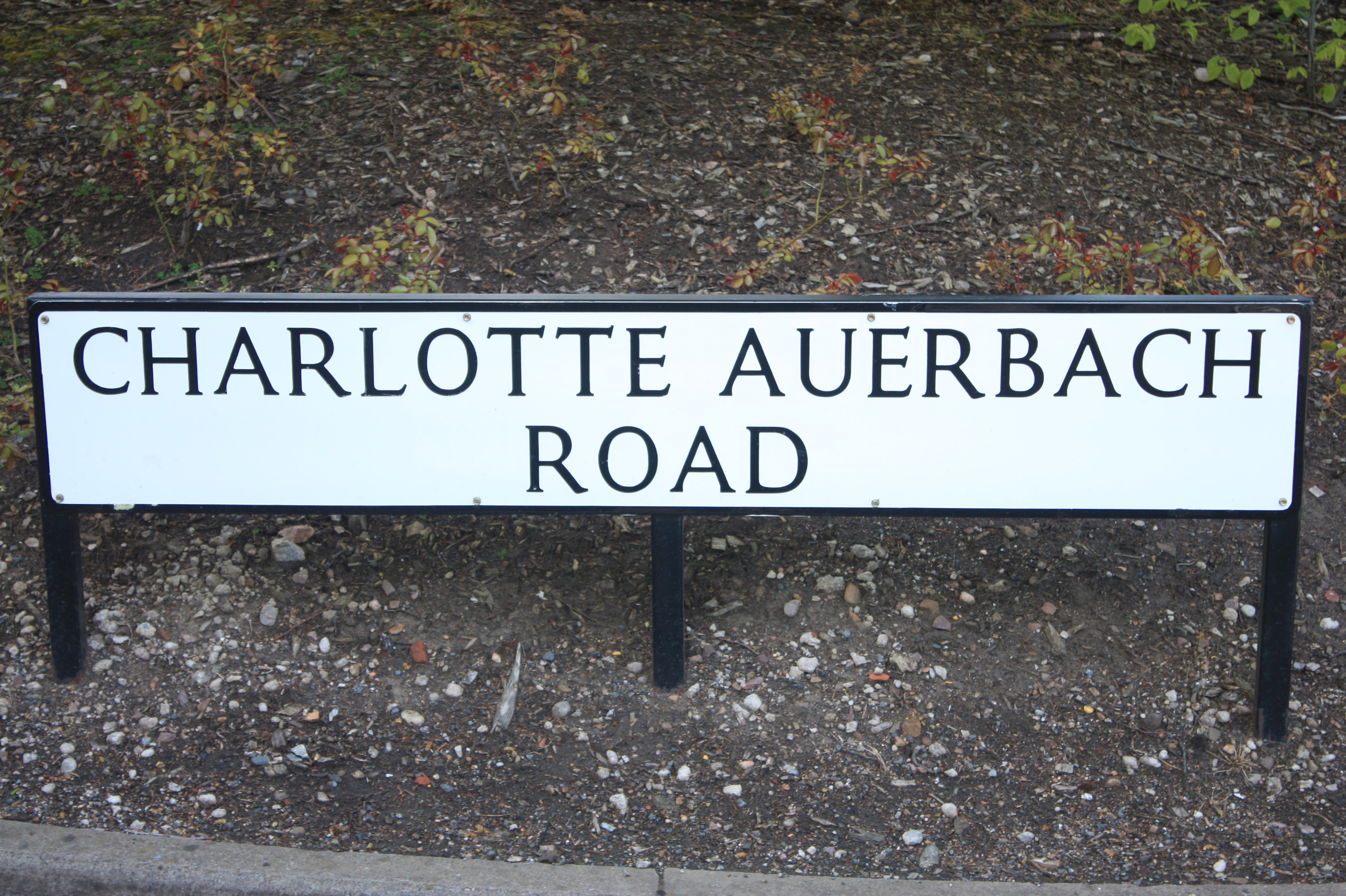
Charlotte Auerbach Road, Edinburgh

- 1947 Médaille Keith, Royal Society of Edinburgh,
- 1949 Membre de la Royal Society of Edinburgh,
- 1957 Membre de la Royal Society,
- 1968 Membre étranger de l'Académie royale danoise des sciences et des lettres,
- 1970 Membre étranger de l'Académie nationale des sciences, États-Unis,
- 1975 Docteur honoris causa, Université de Leyde,
- 1976 Médaille Darwin de la Royal Society ; docteur honoris causa, Trinity College, Dublin ; et docteur honoris causa, Université de Cambridge,
- 1978 Membre de la United Kingdom Environmental Mutagen society
- 1982 Prix de l'Institut de la Vie-EDF[6],
- 1984 Gregor Mendel Preis, German Genetical Society[réf. nécessaire],
- 1984 Docteur honoris causa, Université de l'Indiana, États-Unis.

L'une des rues du campus King's Buildings (en) de l'Université d'Édimbourg est nommée Charlotte Auerbach en son honneur.

## Publications

### Livres
- Auerbach C., 1961, 1964. The Science of Genetics. New Yoerk, Harper & Row.
- Auerbach C., 1965. Notes for Introductory Courses in Genetics. Edinburgh: Kallman.
- Auerbach C, 1976. Mutation Research: Problems, Results and Perspectives. London: Chapman & Hall.

### Articles
- Auerbach C., J. M. Robson, & J. G. Carr, 1947. Chemical Production of Mutations. Science 105:243-247.
- Auerbach C., 1960. Hazards of Radiation. Nature 189:169.
- Auerbach C., 1961. Chemicals and their effects. In: Symposium on Mutation and Plant Breeding, National Research Council Publication 891, 120-144. Washington DC: National Academy of Sciences.
- Auerbach C., 1962. Mutation: An introduction to research on Mutagenesis. Part I. Methods. Edinburgh: Oliver & Boyd.
- Auerbach C., 1962. The production of visible mutations in Drosophila by clorethylmethanesulfonate. Genetical Research 3:461-466.
- Auerbach C., D.S. Falconer & J.A. Isaacson 1962. Test for sex-linked lethals in irradiated mice. Genetical Research 3: 444-447.
- Auerbach C., 1963. Stages in the cell cycle and germ cell development. In: Radiation effects in Physics, Chemistry and Biology, edited by Ebert, M. & A. Howard, 152-168. Chicago Year Book Medical.
- Auerbach C., 1966. Chemical induction of recessive lethals in Neurospora crassa. Microbial Genetics Bulletin 17:5.
- Auerbach C., 1966. Drosophila tests in pharmacology. Nature 210:104.
- Auerbach C., 1967. The chemical production of mutations. Science 158:1141-1147.
- Auerbach C., D. Ramsey, 1967. Differential effect of incubation temperature on nitrous acid-induced reversion frequencies at two loci in Neurospora. Mutation Research 4:508-510.
- Auerbach C., 1970. Remark on the 'Tables for determining statistical significance of mutation frequencies'. Mutation Research 10:256.
- Auerbach C., D. Ramsey, 1970. Analysis of a case of mutagen specificity in Neurospora crassa. II Interaction between treatments with diepoxybutane (DEB) and ultraviolet light. Molecular and General Genetics 109: 1-17.
- Auerbach C., 1970. Analysis of a Case of mutagen specificity in Neurosopra crassa III. Fractionated treatment with diepoxybutane (DEB). Molecular and General Genetics 109:285-291.
- Auerbach C., B.J. Kilbey 1971. Mutation in eukaryotes. Annual Review of Genetics 5:163-218.
- Auerbach C., D. Ramsay 1971. The problem of viability estimates in tests for reverse mutations. Mutation Research 11:353-360.
- Auerbach C., 1973. Analysis of the storage effect of diepoxybutane (DEB). Mutational Research 18:129-141.
- Auerbach C., M. Moutschen-Dahmen, J. Moutschen, 1977. Genetic and cytogenetic effects of formaldehyde and related compounds. Mutation Research 39:317-362.
- Auerbach C., 1978. A pilgrim's progress through mutation research. Perspectives in Biology and Medicine 21:319-334.